# Samuel Kopásek
Samuel Kopásek (* 22. května 2003) je slovenský profesionální fotbalista, který hraje na pozici pravého obránce za klub MŠK Žilina.

## Klubová kariéra

### Žilina
Kopásek debutoval ve Fortuna Lize za Žilinu během venkovního utkání proti MFK Ružomberok 4. května 2022.